# Acte de ballet
Acte de ballet (franska "dansad handling") var en praktfullt utformad balettinlaga i den franska operan under Ludvig XIV:s tid.